# 可逆层
在代数几何学中, 可逆层是在赋环空间X上的一个凝聚层S，使得 S关于OX-模上的张量积存在一个逆元素T。这是拓扑意义上的线丛在代数几何学中的类比。 可逆层也被等价定义为秩为1的局部自由层。可逆层在研究代数簇时起到了重要的作用。

## 定义
可逆层被定义为在赋环空间{\displaystyle (X,{\mathcal {O}}_{X})}上的一个凝聚层S，使得 S关于OX-模上的张量积存在一个逆元素T 。这相当于说，我们有
{\displaystyle S\otimes T\ \cong {\mathcal {O}}_{X}}
这里，空间X的环层{\displaystyle {\mathcal {O}}_{X}}是张量积运算下的单位元。可逆层的重要例子来源于对代数几何学和复流形的研究。在这些研究中，可逆层等同于线丛。
上述可逆层的定义采用概形语言叙述。这个定义可被替换为可逆层是“秩为1的局部自由层”。这意味着, 在X上张量逆的存在等价于S 是某个交换环R上、具有秩为1的模的形式的层。更普遍地说，当X是仿射概形Spec(R)时，可逆层由R上的秩为1的投射模组成。

## 皮卡群
一般来说,X上的可逆层的同构类关于张量积构成了一个阿贝尔群，被称作皮卡群(Picard Group)，记作{\displaystyle \mathrm {Pic} (X)\ }，其中Pic 代表皮卡函子。皮卡群推广了 理想类群的概念。皮卡群的构造融合了代数曲线上雅可比簇的理论在内，于是在代数几何学中，对皮卡函子的研究成为了核心问题之一。